# Werben (Zörbig)
Werben ist ein Ortsteil der Ortschaft Stumsdorf innerhalb der Stadt Zörbig im Landkreis Anhalt-Bitterfeld (Sachsen-Anhalt). Werben ist einer der 18 Orte, die gemeinsam die Stadt Zörbig bilden.

## Geografie
Werben befindet sich südwestlich des Ortskerns von Zörbig an der Riede. Das Dorf liegt im Süden Sachsen-Anhalts zwischen Bitterfeld und Köthen.

## Geschichte
Werben gehörte wie sein Nachbarort Stumsdorf bis 1815 zum kursächsischen Amt Zörbig. Lediglich einige Freihöfe im Ort gehörten in das Amt Petersberg, welches der sächsische Kurfürst August der Starke mit allem Zubehör im Jahre 1697 an Brandenburg-Preußen verkaufte. Die Freihöfe gehörten nun zum preußischen Saalkreis im Herzogtum Magdeburg. Durch den Frieden von Tilsit kamen die Freihöfe im Jahr 1807 zum Königreich Westphalen und wurden dem Kanton Löbejün angegliedert, welcher sich im Distrikt Halle des Departements der Saale befand. Nach der Niederlage Napoléons und dem Ende des Königreichs Westphalen im Jahr 1813 nahm der preußische König mit seinen „alten Provinzen“ auch den Saalkreis und die Freihöfe in Werben wieder in Besitz.
Durch die Beschlüsse des Wiener Kongresses kamen 1815 auch die zum königlich-sächsischen Amt Zörbig gehörigen Orte Werben und Stumsdorf zu Preußen, welche gemeinsam mit den Freihöfen im Jahr 1816 dem Landkreis Bitterfeld im Regierungsbezirk Merseburg der Provinz Sachsen zugeteilt wurden, zu dem sie bis 1944 gehörten.
Werben wurde am 1. April 1974 nach Stumsdorf eingemeindet. Am 1. März 2004 wurde die ehemalige Gemeinde Stumsdorf mit ihrem Ortsteil Werben als Ortschaft in die neue Einheitsgemeinde Stadt Zörbig eingegliedert.